# Changy (Loire)
Changy ist eine französische Gemeinde mit 680 Einwohnern (Stand 1. Januar 2022) im Département Loire in der Region Auvergne-Rhône-Alpes. Sie gehört zum Arrondissement Roanne und zum Kanton Renaison.

## Geographie
Die Gemeinde liegt rund 20 Kilometer nordwestlich von Roanne im Weinbaugebiet Côte Roannaise, das sich an den Abhängen der Bergkette Monts de la Madeleine erstreckt. Nachbargemeinden sind La Pacaudière im Norden, Vivans im Nordosten, Saint-Forgeux-Lespinasse im Osten, Ambierle im Süden, Saint-Bonnet-des-Quarts im Westen sowie Le Crozet im Nordwesten.
Das Gemeindegebiet wird von den Flüssen Arçon und Teyssonne in östlicher Richtung zur Loire entwässert.
Die Gemeinde besaß einen Haltepunkt an der Bahnstrecke Moret-Veneux-les-Sablons–Lyon-Perrache.

## Bevölkerungsentwicklung

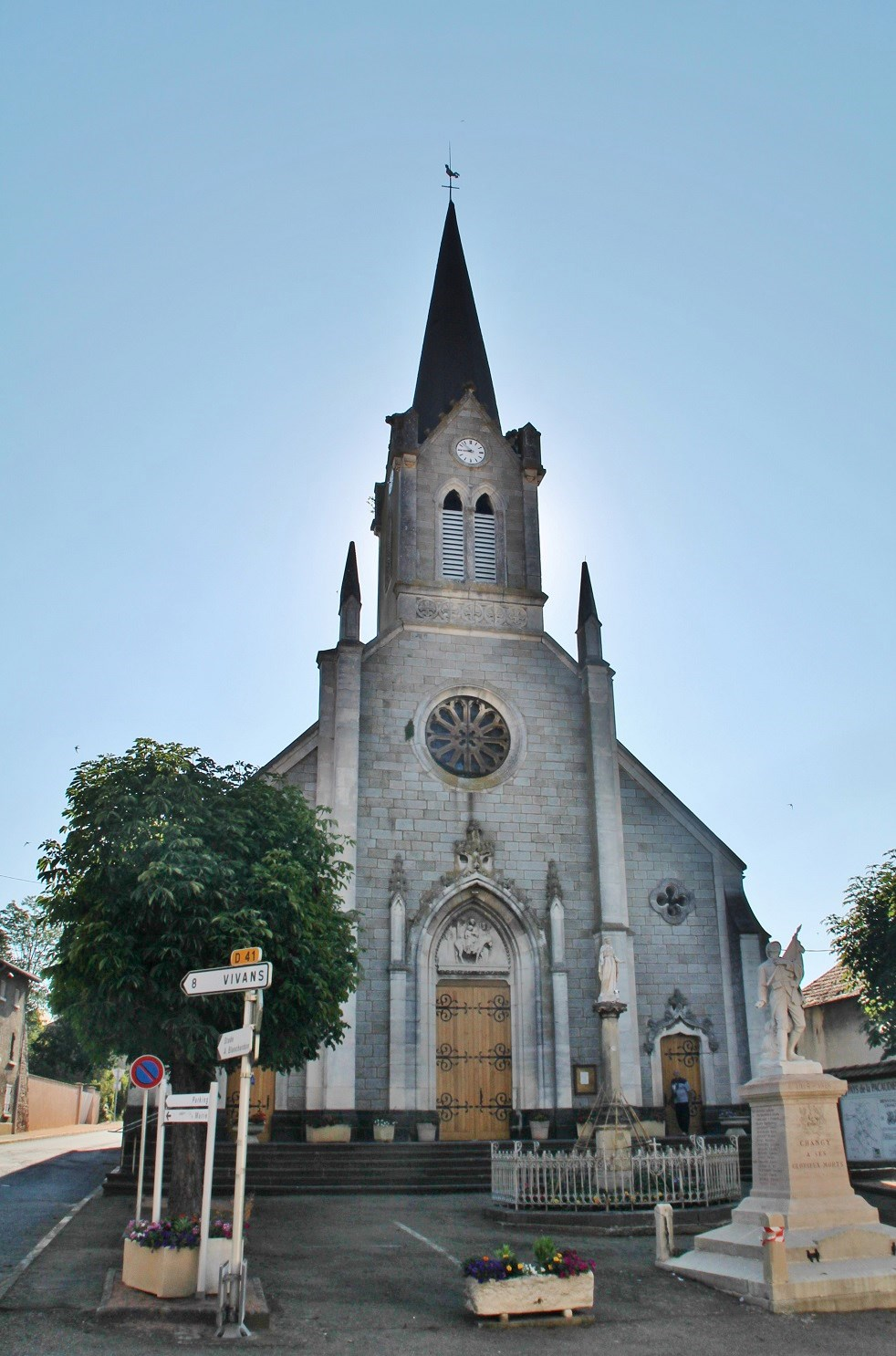
Kirche Saint-Paul

| Jahr                       | 1962 | 1968 | 1975 | 1982 | 1990 | 1999 | 2018 |
| Einwohner                  | 653  | 616  | 593  | 606  | 582  | 609  | 645  |
| Quellen: Cassini und INSEE |      |      |      |      |      |      |      |

## Persönlichkeiten
- Marie-Louise Rochebillard (1860–1936), Syndikalistin, geboren in Changy
- Yves Boisset (1939–2025), Regisseur, sein Vater stammte aus Changy